# Henri Doré
Henri Doré, né le 4 avril 1859 à Bessé-sur-Braye, dans la Sarthe (France) et décédé le 4 décembre 1931 à Shanghai (Chine) est un prêtre jésuite français, missionnaire en Chine. Sinologue reconnu, il s'est spécialisé dans l'étude de la religion traditionnelle chinoise.

### Éditions
- Recherches sur les superstitions en Chine: 18 volumes publiés à Shanghai entre 1911 et 1938, dans la collection des Variétés sinologiques, aux imprimeries de l'orphelinat de la Mission catholique (Tushanwan), et réédités à Paris, You Feng, 1995-1996 (19 vol.)
  - 1re partie : t. I-V : Les pratiques superstitieuses
    - t. I : Naissance, mariage, mort. Talismans. 
    - t. II : id. 
    - t. III et IV : Pratiques divinatoires ; rappel de l'âme ; fêtes, etc. 
    - t. V : La lecture des talismans chinois 

  - 2e partie : t. VI-XII : Le panthéon chinois
    - t. VI : Dieux des lettrés ; l'enfer bouddhique, etc. rééd. You Feng, 1995, 196 p.  
    - t. VII : Les Bouddhas, poussahs, etc. 
    - t. VIII : Bonzes divinisés, écoles bouddhiques 
    - t. IX : Dieux, etc. du taoïsme 
    - t. X : Ministères transcendants 
    - t. XI : Dieux patrons des industries 
    - t. XII : Dieux protecteurs et patrons, dieux composites, divinités stellaires 

  - 3e partie : t. XIII-XVIII : Confucéisme, bouddhisme et taoïsme
    - t. XIII : Vie populaire de Confucius 
    - t. XIV : Le confucéisme, rééd. You Feng, 2018, 510 p. 
    - t. XV : Vie illustrée du bouddha Cakyamouni, 1929, XI-394 p.  
    - t. XVI : Sommaire historique du bouddhisme ; Inde, Chine jusqu'aux T'ang
    - t. XVII : id., Chine depuis les T'ang jusqu'à nos jours1936, 311 p. 
    - t. XVIII : Lao-tse et le taoïsme 

  - t. XIX : table analytique et index par Gilles Faivre, Paris, You Feng, 1997, 441 p.
- Manuel des superstitions chinoises, ou Petit indicateur des superstitions les plus communes en Chine, Chang-Hai, 1926, 219 p. ; rééd. Hong-Kong, 1970, XII-V-230 p.

### Études sur Henri Doré
- François Pouillon, Dictionnaire des orientalistes de langue française, Karthala, 2008.